# Arrenuridae

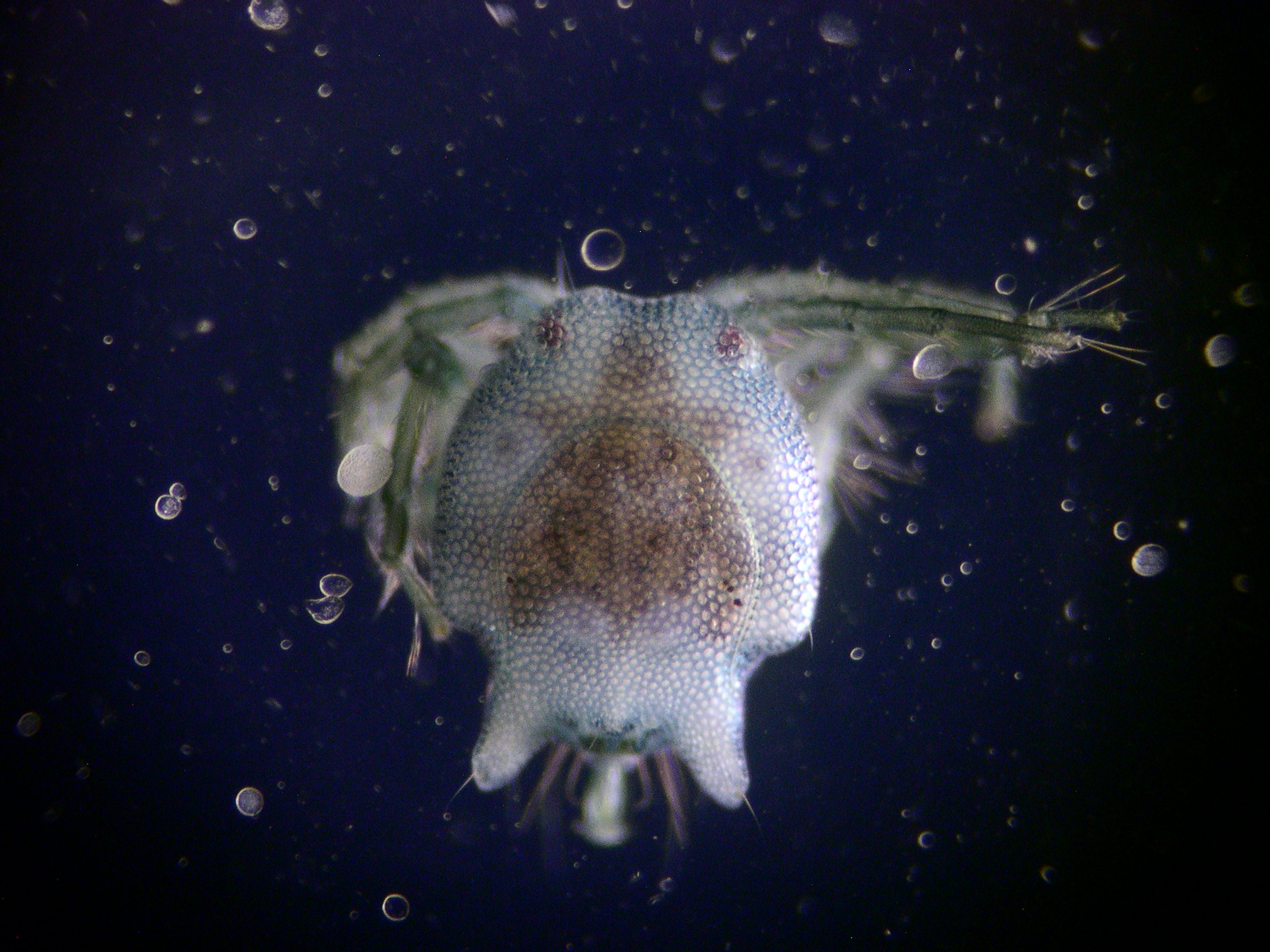
Männchen von Arrenurus bruzelii

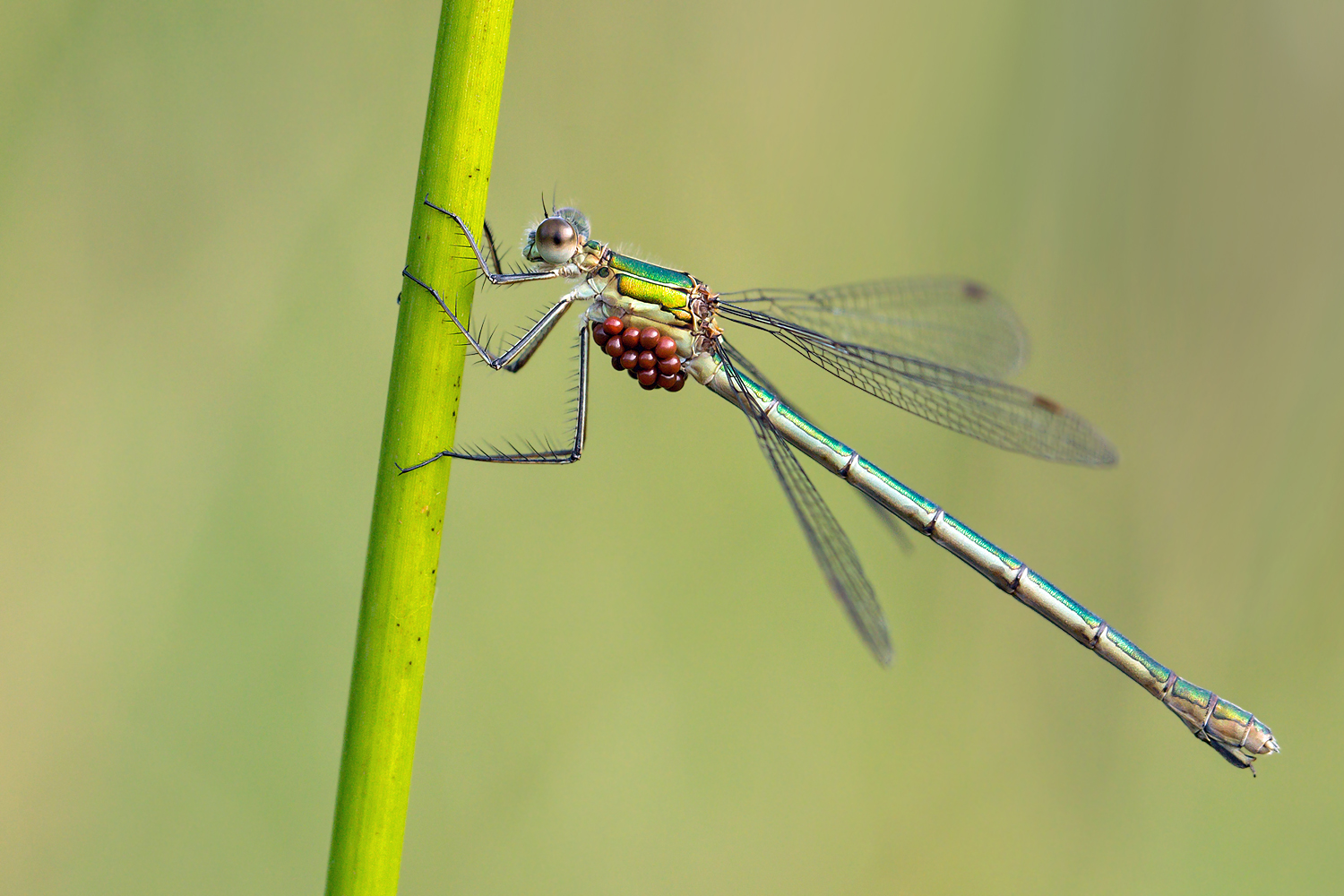
Mit Larven wahrscheinlich von Arrenurus papillator befallene Gemeine Binsenjungfer

Die Arrenuridae sind eine Familie der Süßwassermilben (Hydrachnidiae) innerhalb der Milben (Acari).

## Merkmale
Körperrücken und Bauchseite der Tiere sind gepanzert. Ihre Palpenendglieder sind zangenförmig und bei beiden Geschlechtern sitzen die Genitalnäpfe auf Platten. Die Arten der Familie besitzen meist einen gut ausgeprägten Sexualdimorphismus, wodurch die Männchen oft durch verschiedenartige Anhänge am Körperende deutlich von den Weibchen unterschieden sind. Durch diese spezielle Ausbildung des Körperendes sind ihre Vertreter die auffälligsten unter den Wassermilben.

## Verbreitung
Die Arrenuridae sind weltweit mit der Gattung  Arrenurus vertreten, davon sind aus Europa ca. 150 Arten bekannt, welche vor allem in Stillgewässern leben.

## Lebensweise
Viele Arrenurus-Arten durchlaufen eine parasitäre Phase im Larvenstadium und parasitieren an verschiedenen Libellen und Diptera-Arten. Als schwimmende Milben bewohnen sie stehende und langsam fließende Gewässer und halten sich vorwiegend in der Nähe der Wasserpflanzen auf, da dort das zum Jagen erforderliche Kleintierleben besonders reich entwickelt ist.
Viele Arten leben in Phytotelmata, das sind Kleinstgewässer, etwa in Bromelientrichtern.